# Comandante Cappellini
Comandante Cappellini, Cappellini (później Aquila III, UIT-24, I-503) – włoski okręt podwodny typu Marcello z okresu II wojny światowej. Po kapitulacji Włoch przejęty przez Niemcy, a następnie Japonię.
Okręt został zwodowany 14 maja 1939 i wcielony do służby 23 września 1939 roku. Po przystąpieniu Włoch do wojny przeciwko aliantom (10 czerwca 1940) odbył swój pierwszy patrol bojowy u brzegów Madery. Atakowany przez brytyjskie okręty, został zmuszony do powrotu do bazy w La Spezia. Podczas drugiego patrolu – 15 października zatopił belgijski statek „Kabalo”. 5 listopada zostaje przebazowany wraz z innymi włoskimi okrętami podwodnymi do bazy w okupowanym przez Niemców Bordeaux (BETASOM). Podczas kolejnych rejsów bojowych na przełomie 1941 i 1942 roku zatopił 4 statki przeciwnika. We wrześniu 1942 „Cappellini” wziął udział w akcji ratowania rozbitków z transportowca wojska RMS „Laconia” zatopionego przez niemieckiego U-Boota U-156. Uratowanych przekazano na slup „Dumont d’Urville” marynarki Francji Vichy.
W lutym 1943 roku głównodowodzący niemieckiej floty podwodnej Karl Dönitz zaproponował przekształcenie niektórych włoskich okrętów podwodnych nieprzydatnych już w bitwie o Atlantyk w podwodne zaopatrzeniowce. Miały one zastąpić nawodne łamacze blokady, które odnosiły nieproporcjonalnie duże straty, w transporcie strategicznych surowców z Dalekiego Wschodu. Po uzyskaniu aprobaty włoskiego rządu, przystąpiono do realizacji planu. Z okrętu usunięto uzbrojenie artyleryjskie i wyrzutnie a przedziały torpedowe przekształcono w zbiorniki paliwa. Po przebudowie okręt otrzymał nową nazwę „Aquila III”. W pierwszy rejs w nowej roli okręt wypłynął 11 maja 1943 roku z ładunkiem zaopatrzenia, m.in. amunicji i torped dla U-Bootów operujących na Oceanie Indyjskim (grupa Monsun) i materiałów wojennych dla japońskich sprzymierzeńców. Mimo uszkodzeń spowodowanych przez sztormy w pobliżu Przylądka Dobrej Nadziei włoska załoga zdołała osiągnąć Sabang, a następnie Singapur. Rejs powrotny z ładunkiem m.in. kauczuku, cynku, wolframu, chininy, opium i przypraw, opóźniony z powodu oczekiwania na inny włoski okręt „Reginaldo Giuliani” (późniejszy UIT-23), został uniemożliwiony przez zawieszenie broni podpisane przez Włochy 9 września 1943 roku.
Załogi obu włoskich okrętów (dodatkowo „Luigi Torelli”, późniejszy UIT-25) zostały internowane przez Japończyków, a same jednostki przekazane Niemcom. „Aquila III”, już jako UIT-24, z mieszaną niemiecko-włoską załogą stał się częścią Kriegsmarine. 8 lutego 1944 roku okręt opuścił bazę w Penang i wyruszył w rejs do Europy. Brak możliwości uzupełnienia paliwa ze statku zaopatrzeniowego, zmusił załogę do przerwania misji. Przez kolejny rok (od kwietnia 1944) UIT-24 transportował zaopatrzenie pomiędzy portami Azji Południowo-Wschodniej a Japonią. Klęska III Rzeszy w maju 1945 roku zastała okręt w Kobe. Przejęty przez marynarkę japońską, został wcielony pod oznaczeniem I-503. Znajdujący się w Kobe okręt po kapitulacji Japonii został przejęty przez Amerykanów i zatopiony 16 kwietnia 1946 roku.